# Ыйджонбу (станция метро, Первая линия)
«Ыйджонбу» (кор. 의정부역) — наземная станция Сеульского метро на Первой линии (локального и экспресс сообщения); это одна из пяти станций на территории Ыйджонбу (все на одной линии). Она представлена тремя островными платформами (обслуживаемых для различных сообщений). Станция обслуживается корпорацией железных дорог Кореи (Korail). Расположена в квартале Ыйджонбу-2-дон (адресː 168-54 Uijeongbu 2-dong, 525 Pyeonghwaro) в городе Ыйджонбу (провинция Кёнгидо, Республика Корея). На станции установлены платформенные раздвижные двери.
Пассажиропоток — 49 844 чел/день (на 2012 год).
Станция для пригородного сообщения была открыта 15 октября 1911 года. Первая линия Сеульского метрополитена 22 сентября 1986 года была продлена на 1,6 км — участок Хверён—Ыйджонбу и открыта только одна станция.